# Ivan Jurišić
Ivan Jurišić (in serbo Иван Јуришић?; Zrenjanin, 15 marzo 1956) è un ex calciatore jugoslavo.
Nella finale di andata di Coppa UEFA 1978-1979 fece un autogol di testa che costò la vittoria finale alla Stella Rossa.

## Palmarès
- Campionato jugoslavo: 3

Stella Rossa: 1979-1980, 1980-1981, 1983-1984
- Coppa di Jugoslavia: 1

Stella Rossa: 1981-1982